# Genting Highlands

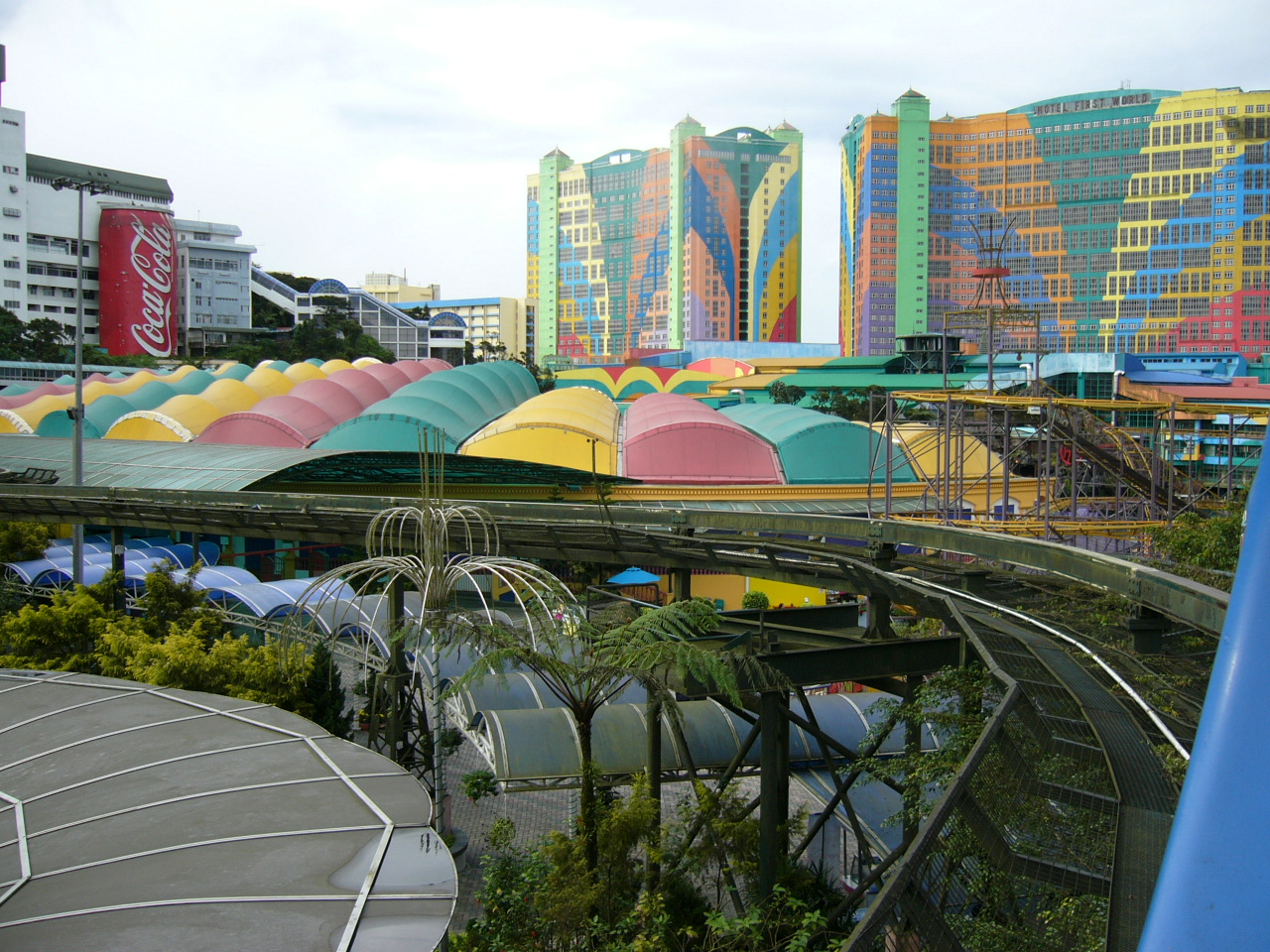
First World Hotel von außen

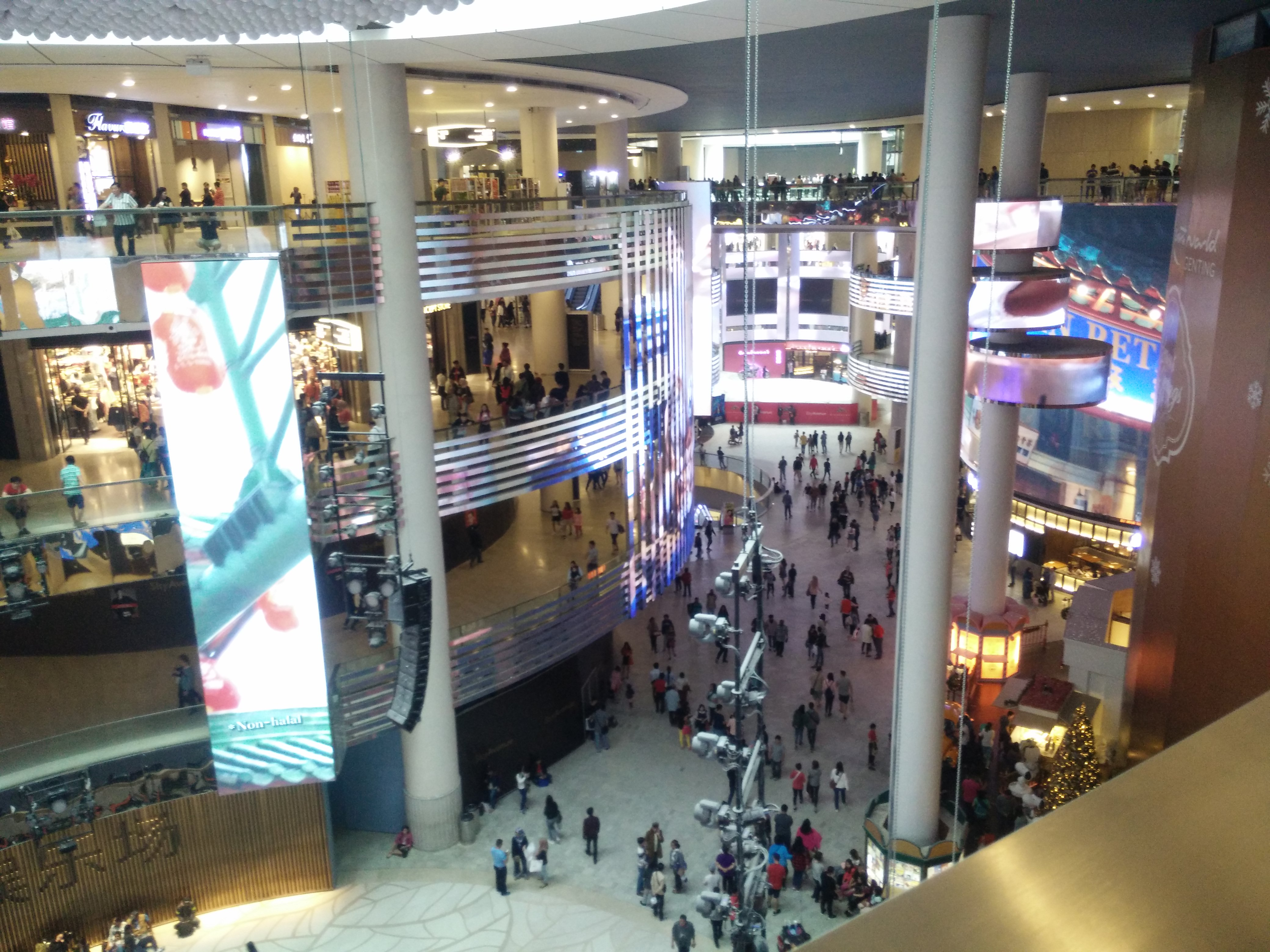
Shopping Center First World Plaza von innen

Genting Highlands (Malaiisch Tanah Tinggi Genting) ist eine etwa 1760 m hohe Bergkuppe in den Titiwangsa-Bergen an der Grenze der Bundesstaaten Selangor und Pahang in Malaysia. Auf der Bergkuppe liegt das Genting Highlands Resort, das meist gemeint ist, wenn von Genting Highlands die Rede ist.
Das Resort besteht aus sechs Hotels mit zusammen 10.000 Zimmern, Räumlichkeiten für Großveranstaltungen und Konferenzen, einem Spielcasino, Freizeitparks mit über 50 Fahrgeschäften, 170 Restaurants, Bars und Geschäften und sonstigen Unterhaltungsmöglichkeiten. Die Hotels sind das Maxims, Genting, Highlands Hotel, Theme Park Hotel, Resort Hotel und das First World Hotel, das mit 7351 Zimmern das größte Hotel der Welt ist. Das am Hang der Bergkuppe gelegene Awana Genting Highlands, Golf & Country Resort gehört ebenfalls zu dem Resort.
Die Anlage liegt etwa 50 km nordöstlich von Kuala Lumpur und kann von dort mit dem Auto in etwa einer Stunde über den E 8 - Kuala Lumpur - Karak Expressway erreicht werden. Außerdem wird sie durch eine Gondelbahn, den Genting Skyway erschlossen.
In der hohen Lage herrscht ein angenehmes Klima mit Temperaturen, die selten 25 °C übersteigen oder unter 14 °C fallen.
Genting Highlands Resort wird betrieben von Resorts World Genting, das Awana Genting Highlands Hotel von der Awana Hotels & Resorts, beides Unternehmen der Genting Malaysia Berhad. Genting Highlands Resort wurde in den 1960er Jahren von Tan Sri Dato Seri Lim Goh Tong gegründet, einem 1937 aus China eingewanderten malaysischen Unternehmer. Der Komplex wurde 1971 eröffnet. Der Konzern wird heute von Tan Sri Lim Kok Thay, dem Sohn des Gründers geleitet.
Genting Highlands Resort war häufig Etappenziel der Tour de Langkawi, eines bekannten Radrennens.